# Треугольник (фильм, 2009)
«Треугольник» (англ. Triangle) — третий полнометражный кинофильм Кристофера Смита, мистический триллер производства Великобритании и Австралии. Главная героиня фильма (её роль исполняет Мелисса Джордж) оказывается вместе с друзьями на заброшенном лайнере, где узнаёт от незнакомки о том, что ей нужно убить своих друзей, чтобы вернуться к сыну.
Мировая премьера фильма состоялась 27 августа 2009 года.

## Сюжет
Джесс, молодая мать-одиночка, садится на яхту под названием «Треугольник», чтобы провести день в компании своего друга Грега и его четырёх друзей. Грег говорит другим, чтобы не приставали к Джесс — у неё ребёнок аутист. Через несколько часов после выхода в море яхта неожиданно оказывается в полном штиле, а затем терпит крушение во время начавшейся бури. Все, кроме Хизер, которая тонет во время шторма, остаются в живых. Дрейфуя на перевёрнутой яхте, Грег и компания видят огромный пассажирский лайнер, на который они переходят. Название судна напоминает им о мифе о Сизифе, который должен был безостановочно выполнять бесполезную работу, так как он обманул смерть и не выполнил своих условий. Судно оказывается пустым, часы на борту остановились. Но они не одни на этом корабле — за ними кто-то неустанно следит.  Джесс к тому же находит на корабле связку своих ключей, которые должны были остаться на яхте и утонуть во время шторма.
Разделившись, друзья по очереди гибнут — их убивает из ружья человек в маске и рабочей форме. В живых остаётся только Джесс, которой удается побороть убийцу. Перед прыжком за борт убийца женским голосом говорит Джесс, что скоро убитые вернутся, и она должна будет опять убить их всех, чтобы вернуться домой. Человек в робе падает за борт. Джесс видит, что лайнер приближается к перевёрнутой яхте, на которой были она и её друзья. Они опять заходят на борт, в том числе вторая «копия» Джесс. Скрытно следуя за компанией, Джесс понимает, что попала во временную петлю. Сначала она пытается спасти всех и не убивать своих друзей. Однако после нескольких попыток ей это не удаётся, к тому же она обнаруживает, что проживала попадание на лайнер уже десятки раз.
Наконец, Джесс решает убить всю группу, и расправляется с друзьями, надев робу и маску. Однако копия Джесс из новой группы сбрасывает её в море, как это сделала сама Джесс в первое появление на лайнере. Джесс просыпается на пляже, куда её вынесло из моря, и добирается до города. Заглянув в окно своего дома, она видит себя и своего сына Томми перед поездкой на яхте, то есть она попадает в прошлое. Джесс видит, что её копия кричит и раздражается на больного сына. Она убивает свою копию, кладёт труп в багажник машины и едет с сыном в порт, обещая ему никогда больше не обижать его. Она уверена, что ей удается изменить будущее, но вскоре, остановившись бросить с обрыва мертвую птицу, она видит множество таких птиц внизу, что означает, что и до этого места она доходила несколько раз. Джесс твердо намерена изменить будущее, но по дороге они попадают в аварию, в которой её сын погибает, а труп убитой ей Джесс выпадает из багажника. Сама она выживает и смотрит, как им пытаются оказать помощь, а в это время к ней подходит мужчина, говорит, что мальчика не спасти, и спрашивает, не нужно ли ее куда-то отвезти, и она выбирает порт. Мужчина спрашивает, обещает ли она, что вернётся, и оставлять ли счетчик включенным, Джесс даёт обещание. Фильм возвращается к началу и первой сцене, где Грег говорит остальным, чтобы Джесс не доставали, так как её сын болен аутизмом.

## В ролях
- Мелисса Джордж — Джесс
- МакИвор Джошуа — Томми
- Джек Тэйлор — Джек
- Майкл Дорман — Грег
- Генри Никсон — Доуни
- Рэйчел Карпани — Салли
- Эмма Лунг — Хизер
- Лиам Хемсворт — Виктор

## Отзывы
Фильм получил положительные отзывы кинокритиков. На сайте Rotten Tomatoes на основе 40 рецензий фильм имеет рейтинг 80 %.